# Petits chanteurs de Saint-Marc
Les petits chanteurs de Saint-Marc (los pequeños cantores de Saint-Marc) fue un coro de niños, fundado en septiembre de 1986 por Nicolas Porte, y titular de la Basílica Notre-Dame de Fourvière de Lyon. Se disolvió en octubre de 2019.
Se trataba de un coro mixto constituido por 75-80 niños con edades comprendidas entre los diez y los quince años. Todos estaban escolarizados en el colegio de Saint-Marc, en Lyon. Nicolas Porte, su director, fue contratado en 1984 por el colegio para que organizara las corales del centro. Por entonces era un estudiante de arquitectura con conocimientos de piano y canto. Dos años después fundaría el coro que ha alcanzado celebridad gracias a su participación en la película Les Choristes (2004). El coro respondió a un anuncio de una productora cinematográfica, se presentó a las pruebas convocadas y fue elegido tras una selección en la que participaron la mayoría de las corales y escolanías de Francia. Uno de sus cantores, Jean-Baptiste Maunier, se convirtió en protagonista de la película, interpretando el papel de Pierre. Maunier trabaja también actualmente como actor. El repertorio del coro incluía música sacra y profana desde el canto gregoriano hasta la música contemporánea.
Tras haber interpretado muchas veces la ópera cómica de Mozart Bastien et Bastienne, la grabaron finalmente y produjeron un DVD.